# John Crowley (réalisateur)
Pour les articles homonymes, voir Crowley et John Crowley (homonymie).
John Crowley  est un réalisateur irlandais né le 19 août 1969 à Cork en Irlande.

## Filmographie
- 2002 : Come and Go (téléfilm court)
- 2003 : Intermission
- 2007 : Celebration (téléfilm)
- 2007 : Boy A
- 2009 : Is Anybody There?
- 2013 : Closed Circuit
- 2014: True detective saison 2 ( Ep 5 et 8)
- 2015 : Brooklyn
- 2019 : Le Chardonneret (The Goldfinch)
- 2024 : L'Amour au présent (We Live in Time)

### Récompenses et distinctions
- British Academy Television Awards 2008 du meilleur réalisateur pour Boy A.
- Prix du Jury œcuménique au Festival de Berlin 2008 pour Boy A.
- Hitchcock d'or et Prix du public au Festival du film britannique de Dinard pour Boy A.
- 69e cérémonie des British Academy Film Awards : Meilleur film britannique 2015 pour Brooklyn.